# Aleksandr Lukjanov
Aleksandr Viktorovitj Lukjanov (på russisk: Александр Викторович Лукьянов) (født 19. august 1949 i Moskva) er en russisk tidligere roer og olympisk guldvinder.

## Rokarriere
Lukjanov var styrmanden og sad med i flere sovjetiske både. I 1971 var han med i toeren med styrmand sammen med Vladimir Jesjinov og Nikolaj Ivanov, der vandt EM-bronze i denne båd. Ved EM 1973 vandt samme besætning guld, og ved VM 1974 vandt de guld. Derpå skiftede Jesjinov, Ivanov og Lukjanov til firer med styrmand, og de var med til at blive verdensmester i denne båd i 1975.
Sovjetunionen stillede derpå op med VM-vinderne fra 1975 ved OL 1976 i Montreal. Bådens besætning bestod ud over Jesjinov, Ivanov og Lukjanov af Mikhail Kusnetsov, Aleksandr Klepikov samt Aleksandr Sema (der roede det indledende heat). I indledende heat blev de nummer to, mens de vandt deres semifinale, hvor de satte olympisk rekord. I finalen sikrede den sovjetiske båd sig guldet foran DDR, der fik sølv, og Vesttyskland, der tog bronzemedaljerne.
Fire år senere var Lukjanov tilbage i toeren uden styrmand ved OL 1980 i fødebyen Moskva, denne gang sammen med Viktor Pereverzev og Gennadi Kryuçkin. Efter en andenplads i indledende heat vandt de deres opsamlingsheat, men i finalen måtte Lukjanovs båd igen se sig besejret af den østtyske båd, mens Jugoslavien fik bronze.
Ved OL 1988 i Seoul stillede han op i otteren, og den sovjetiske båd vandt først sit indledende heat. I finalen var den vesttyske båd overlegen fra starten og vandt sikkert guldet, mens kampen om sølvet blev særdeles tæt mellem Sovjetunionen og USA. Duellen faldt ud til sovjetisk side, da de var 0,25 sekund hurtigere end USA. Den sovjetiske båd bestod ud over Lukjanov af Veniamin But, Mykola Komarov, Vasilij Tikhonov, Aleksandr Dumtjev, Pavlo Hurkovskij, Viktor Diduk, Viktor Omeljanovitj og Andrej Vasiljev.
Efter Sovjetunionens opløsning stillede Lukjanov op for Rusland og deltog som 46-årig i OL 1996 i Atlanta, igen i otteren. Den russiske båd blev nummer tre i sit indledende heat, men kom med i finalen efter en andenplads i opsamlingsheatet. I finalen var den nederlandske båd hurtigst, fulgt af den tyske båd, mens russerne fik bronze. Den russiske besætning bestod denne gang ud over Lukjanov af Anton Tjermasjentsev, Andrej Glukhov, Dmitrij Rosinkevitj, Vladimir Volodenkov, Nikolaj Aksjonov, Roman Montjenko, Pavel Melnikov og Sergej Matvejev.
Lukjanov var også styrmand i otteren fire år senere ved OL 2000 i Sydney, hvor russerne blev nummer ni.

## OL-medaljer
- 1976:  Guld i firer med styrmand
- 1980:  Sølv i toer med styrmand
- 1988:  Sølv i otter
- 1996:  Bronze i otter